# Ingo Sass
Ingo Sass (* 27. Februar 1964 in Bremen) ist ein deutscher Geologe sowie öffentlich bestellter und vereidigter Sachverständiger für Geothermie, Tiefbohrungen und Brunnenbau. Seit 2005 ist er ordentlicher Professor an der TU Darmstadt für Geothermie und seit Juni 2008 Professor für Geothermische Systeme und Geothermische Ressourcennutzung an der School for Renewable Energy Science, Universität Akureyri, Island. Seit September 2021 ist er Sektionsleiter Geoenergie des Deutschen Geoforschungszentrums (GFZ) in Potsdam.

## Leben
Von Oktober 1984 bis April 1987 studierte er Geologie und Paläontologie an der Universität Hamburg und erlangte sein Vordiplom in Geologie/Paläontologie im Januar 1987. Danach wechselte er an die TH Karlsruhe, wo er von Mai 1987 bis März 1990 studierte und sein Diplom in Hydrogeologie machte. 1994 promovierte er mit einer Dissertation Brunnen und Filter zur Behandlung von unterirdischen Kontaminationen.
Von 1996 bis 1999 lehrte Sass an der Deutschen Bohrmeisterschule in Celle. Von 1999 bis 2005 war er Mitglied des Vorstandes der CDM Consult AG, für deren internationales Geschäft zuständig und lehrte in dieser Zeit in Karlsruhe an der Fakultät für Bauingenieurwesen. Daneben lehrte er von 1997 bis 2004 im Haus der Technik in Essen. Sass arbeitete u. a. als Geschäftsführer für FlowTex und gründete 1996 die Zeitschrift Grundwasser.
Von 2003 bis 2005 lehrte er an der Universität Stuttgart Hydrogeologie und Wasserbrunnen. Seit 2004 ist er Beratender Ingenieur für Geothermie und Geotechnik bei der Kammer der Beratenden Ingenieure. Von 2004 bis 2008 war er Lehrbeauftragter für Grundwasserbrunnenhydraulik und -planung an der Ruhr-Universität in Bochum und von 2006 bis 2007 lehrte er an der Universidad de Chile und Universidad de la Serena, Chile als Lehrbeauftragter für Angewandte Geologie und Brunnenhydraulik.
Seit 2006 organisiert er jährlich das Forum für tiefe geothermische Reservoire in Hessen. Von 2007 bis 2009 war er Mitherausgeber des Hydrogeology Journal und 2008 Gutachter für das Journal of Thermal Sciences.

## Veröffentlichungen (Auswahl)
Ingo Sass wird mit 409 Publikationen, 1010 Zitierungen und einem H-Index von 20 auf Scinapse geführt.
- Rafael Schäffer, Ingo Sass: The thermal springs of Jordan. In: Environmental Earth Sciences. Band 72, Nr. 1, Juli 2014, S. 171–187, doi:10.1007/s12665-013-2944-4.
- Sebastian Homuth, Karsten Hamm, Ingo Sass: BHE logging and cement hydration heat analyses for the determination of thermo-physical parameters. In: Bulletin of Engineering Geology and the Environment. Band 72, Nr. 1, Februar 2013, S. 93–100, doi:10.1007/s10064-012-0455-2.
- Ingo Sass, Annette E. Götz: Geothermal reservoir characterization: a thermofacies concept. In: Terra Nova. Band 24, Nr. 2, April 2012, S. 142–147, doi:10.1111/j.1365-3121.2011.01048.x.
- Ingo Sass, Ulrich Burbaum: Geothermische Bohrungen in Staufen im Breisgau: Schadensursachen und Perspektiven. In: geotechnik. Band 35, Nr. 3, September 2012, S. 198–205, doi:10.1002/gete.201100018.
- Dirk Arndt, Kristian Bär, Johann-Gerhard Fritsche, Mattias Kracht, Ingo Sass, Andreas Hoppe: 3D structural model of the Federal State of Hesse (Germany) for geopotential evaluation. In: Zeitschrift der Deutschen Gesellschaft für Geowissenschaften. Band 162, Nr. 4, Dezember 2011, S. 353–369, doi:10.1127/1860-1804/2011/0162-0353.
- Ingo Sass: Stiftungsprofessuren in der Praxis[9]